# Cuba (Nou Mèxic)
Cuba és un poble dels Estats Units a l'estat de Nou Mèxic. Segons el cens del 2000 tenia 590 habitants.

## Demografia
Segons el cens del 2000, Cuba tenia 590 habitants, 222 habitatges, i 152 famílies. La densitat de població era de 179,4 habitants per km².
Dels 222 habitatges en un 38,3% hi vivien nens de menys de 18 anys, en un 43,7% hi vivien parelles casades, en un 18,9% dones solteres, i en un 31,1% no eren unitats familiars. En el 29,3% dels habitatges hi vivien persones soles el 8,1% de les quals corresponia a persones de 65 anys o més que vivien soles. El nombre mitjà de persones vivint en cada habitatge era de 2,66 i el nombre mitjà de persones que vivien en cada família era de 3,24.
Per edats la població es repartia de la següent manera: un 33,2% tenia menys de 18 anys, un 7,8% entre 18 i 24, un 23,9% entre 25 i 44, un 21,9% de 45 a 60 i un 13,2% 65 anys o més.
L'edat mediana era de 32 anys. Per cada 100 dones de 18 o més anys hi havia 95 homes.
La renda mediana per habitatge era de 21.538 $ i la renda mediana per família de 26.250 $. Els homes tenien una renda mediana de 26.667 $ mentre que les dones 17.000 $. La renda per capita de la població era d'11.192 $. Aproximadament el 36,5% de les famílies i el 41,3% de la població estaven per davall del llindar de pobresa.

## Poblacions properes
El següent diagrama mostra les poblacions més properes.